# Records du Magic d'Orlando
Cette page liste les records de l'équipe et des joueurs du Magic d'Orlando depuis leur création en 1989.

## Records individuels en saison régulière
Légende: En Gras : joueurs encore en activité en NBA.

### En carrière
| Statistique             | Joueur         | Record |
| ----------------------- | -------------- | ------ |
| Matchs joués            | Nick Anderson  | 692    |
| Points                  | Dwight Howard  | 11 435 |
| Passes décisives        | Jameer Nelson  | 3 501  |
| Interceptions           | Nick Anderson  | 1 004  |
| Total de rebonds        | Dwight Howard  | 8 072  |
| Contres                 | Dwight Howard  | 1 344  |
| Tirs marqués            | Nikola Vučević | 4 490  |
| 3 points inscrits       | Dennis Scott   | 981    |
| Lancers francs inscrits | Dwight Howard  | 3 366  |
| Pertes de balles        | Dwight Howard  | 1 930  |

### Sur un match
| Statistique                | Joueur           | Record | Date                            |
| -------------------------- | ---------------- | ------ | ------------------------------- |
| Minutes                    | Horace Grant     | 58     | 27 février 1998                 |
| Points                     | Tracy McGrady    | 62     | 10 mars 2004                    |
| Paniers marqués            | Shaquille O'Neal | 22     | 20 avril 1994                   |
| Paniers tentés             | Shaquille O'Neal | 40     | 22 mars 1996                    |
| Paniers à 3 points réussis | Dennis Scott     | 11     | 18 avril 1996                   |
| Paniers à 3 points tentés  | Dennis Scott     | 19     | 13 avril 1993                   |
| Lancers francs réussis     | Dwight Howard    | 21     | 12 janvier 2012                 |
| Lancers francs tentés      | Dwight Howard    | 39     | 12 janvier 2012                 |
| Rebonds défensifs          | Dwight Howard    | 21     | 13 mars 2012                    |
| Rebonds offensifs          | Shaquille O'Neal | 14     | 15 février 1994 9 novembre 1994 |
| Total rebonds              | Nikola Vučević   | 29     | 31 décembre 2012                |
| Passes décisives           | Scott Skiles     | 30     | 30 décembre 1980                |
| Interceptions              | Nick Anderson    | 8      | 12 novembre 1981                |
| Contres                    | Shaquille O'Neal | 15     | 20 novembre 1993                |
| Balles perdues             | Dwight Howard    | 11     | 26 février 2007                 |

## Records individuels en Playoffs

### En carrière
| Statistique             | Joueur         | Record |
| ----------------------- | -------------- | ------ |
| Matchs joués            | Dwight Howard  | 57     |
| Points                  | Dwight Howard  | 1 133  |
| Passes décisives        | Penny Hardaway | 294    |
| Interceptions           | Penny Hardaway | 86     |
| Total de rebonds        | Dwight Howard  | 818    |
| Contres                 | Dwight Howard  | 158    |
| Tirs marqués            | Dwight Howard  | 393    |
| 3 points inscrits       | Rashard Lewis  | 101    |
| Lancers francs inscrits | Dwight Howard  | 347    |
| Pertes de balles        | Dwight Howard  | 200    |

### Sur un match
| Statistique                | Joueur                       | Record | Date                        |
| -------------------------- | ---------------------------- | ------ | --------------------------- |
| Minutes jouées             | Tracy McGrady                | 51     | 27 avril 2002               |
| Points                     | Tracy McGrady Dwight Howard  | 46     | 23 avril 2003 16 avril 2011 |
| Paniers marqués            | Shaquille O'Neal             | 18     | 8 mai 1996                  |
| Paniers tentés             | Tracy McGrady                | 34     | 22 avril 2001               |
| Lancers francs réussis     | Dwight Howard Paolo Banchero | 15     | 19 avril 2011 5 mai 2024    |
| Lancers francs tentés      | Dwight Howard                | 22     | 16 avril 2011               |
| Paniers à 3 points réussis | Dennis Scott                 | 7      | 25 mai 1995                 |
| Paniers à 3 points tentés  | Dennis Scott                 | 15     | 25 mai 1995                 |
| Rebonds défensifs          | Dwight Howard                | 18     | 4 mai 2009                  |
| Rebonds offensifs          | Shaquille O'Neal             | 14     | 16 mai 1995                 |
| Total rebonds              | Dwight Howard                | 24     | 28 avril 2009               |
| Passes décisives           | Penny Hardaway               | 15     | 25 mai 1995                 |
| Interceptions              | Nick Anderson                | 6      | 10 mai 1996                 |
| Contres                    | Dwight Howard                | 9      | 11 juin 2009 18 avril 2010  |
| Balles perdues             | Penny Hardaway               | 10     | 2 mai 1994                  |

## Records de la franchise

### Sur une saison
| Statistique                    | Record | Moyenne par match         | Saison    |
| ------------------------------ | ------ | ------------------------- | --------- |
| Points marqués                 | 9 136  | 111,4 points / match      | 2022-2023 |
| Rebonds                        | 3 769  | 46 rebonds / match        | 1989-1990 |
| Passes décisives               | 2 281  | 27,8 passes / match       | 1994-1995 |
| Interceptions                  | 743    | 9,1 interceptions / match | 1999-2000 |
| Contres                        | 488    | 6 contres / match         | 1994-1995 |
| Tirs marqués                   | 3 460  | 42,2 tirs / match         | 1994-1995 |
| Tirs tentés                    | 7 525  | 91,8 tirs / match         | 1989-1990 |
| Pourcentage au tir             | 50,2%  | /                         | 1994-1995 |
| 3 points marqués               | 999    | 12,3 tirs / match         | 2021-2022 |
| 3 points tentés                | 3 022  | 36,9 tirs / match         | 2021-2022 |
| Pourcentage à 3 points         | 38,6%  | /                         | 2007-2008 |
| Lancers francs marqués         | 2 060  | 25,1 tirs / match         | 1989-1990 |
| Lancers francs tentés          | 2 725  | 33,2 tirs / match         | 1989-1990 |
| Pourcentage aux lancers francs | 78,7%  | /                         | 2021-2022 |
| Pertes de balles               | 1 443  | 17,6 pertes / match       | 1999-2000 |